# Herz-Jesu-Kirche (Lobenfeld)

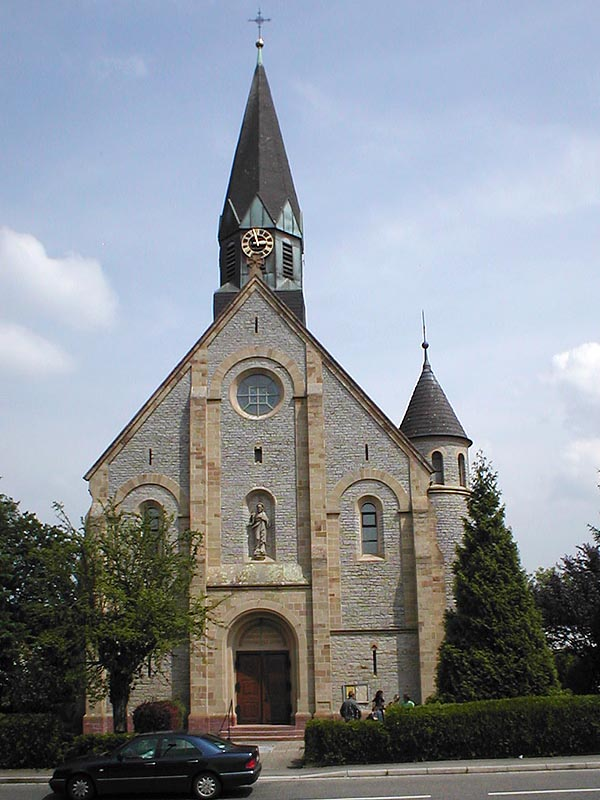
Herz-Jesu-Kirche in Lobenfeld (Foto von 2007)

Die katholische Herz-Jesu-Kirche in Lobenfeld, einem Ortsteil der Gemeinde Lobbach im Rhein-Neckar-Kreis im nördlichen Baden-Württemberg, wurde von 1904 bis 1908 erbaut.

## Beschreibung
Das neoromanische Bauwerk entstand von 1904 bis 1908 und wurde vom Freiburger Erzbischof Thomas Nörber geweiht. 1957 erhielt die Kirche neue Bronzeglocken. Der Innenraum wurde 1960 renoviert, wobei einige Darstellungen aus der Zeit der Entstehung erhalten geblieben sind. Die zweimanualige Orgel der Kirche wurde 1975 bei Pfaff in Überlingen gebaut.